# 伊莉莎白 (伊利諾伊州)
伊莉莎白（英語：Elizabeth）是位於美國伊利諾伊州喬戴維斯縣的一個村落。

## 地理
伊莉莎白的座標為42°19′04″N 90°13′17″W / 42.31778°N 90.22139°W，而該地最高點為海拔高度244米（即801英尺）。

## 人口
根據2010年美國人口普查的數據，伊莉莎白的面積為2.10平方千米，當中陸地面積為2.10平方千米，而水域面積為0.00平方千米。當地共有人口761人，而人口密度為每平方千米362人。